# Kay Granger
Pour les articles homonymes, voir Granger.
Kay Granger, née Norvell Kay Mullendore le 18 janvier 1943 à Greenville (Texas), est une femme politique américaine,  élue républicaine du Texas à la Chambre des représentants des États-Unis de 1997 à 2025.

## Biographie
Après des études à la Texas Wesleyan University (en), Kay Granger devient enseignante. Après son divorce, elle travaille dans l'assurance pour élever ses trois enfants.
Dans les années 1980, elle siège à la commission de l'urbanisme de Fort Worth. Elle entre au conseil municipal en 1989. Elle est élue maire de la ville en 1991, après le retrait du républicain sortant Bob Bolen.
Elle démissionne en 1995 pour se présenter à la Chambre des représentants des États-Unis dans le 12e district du Texas. En 1996, elle est élue avec 57,8 % des voix face à un autre ancien maire de Fort Worth, le démocrate High Parmer. Elle est depuis réélue tous les deux ans avec des scores toujours supérieurs à 60 % des suffrages.
Elle est considérée comme l'une des parlementaires les plus efficaces de la Chambre des représentants.
En novembre 2023, elle annonce qu'elle ne sera pas candidate à sa réélection en 2024.
En décembre 2024, une enquête du journal The Dallas Express qui s'étonne de ne pas l'avoir vue participer aux votes de la Chambre depuis le 24 juillet 2024 révèle qu'elle est hébergée à Fort Worth dans une institution de soins pour troubles de la mémoire depuis plusieurs mois, après qu'elle a été trouvée errant sans but et confuse dans son district électoral.

## Positions politiques
Kay Granger est une républicaine conservatrice, mais relativement modérée pour le Texas. Elle est conservatrice sur les questions économiques et s'oppose à l'avortement, mais elle est en faveur de la recherche sur les cellules souches.